# Başaranlar
Başaranlar (türkisch: Die Erfolgreichen) ist eine deutsch-türkische Fernsehsendung, die 2006 auf ATV Avrupa zur Hauptsendezeit ausgestrahlt wurde. 

## Konzept
Başaranlar beschäftigt sich mit Erfolgsgeschichten türkischstämmiger Unternehmer in Deutschland. Daneben kommen Studiogäste zu Wort. Gäste waren bislang zum Beispiel Vural Öger, Yıldıray Cengiz, Kemal Şahin und Muhsin Omurca.